# Sigüeiro
Sigüeiro je malé město ve Španělsku, v Galicii, v provincii A Coruña. Nachází se zhruba 13 kilometrů od Santiaga de Compostela.
Nachází se v obci Oroso, přičemž je i hlavním městem této obce. Podle IGE (Instituto Galego de Estatística – Galicijský statistický úřad) zde v roce 2018 žilo 3845 obyvatel (1921 mužů a 1924 žen).
Město leží na anglické trase svatojakubské poutní cesty do Satiaga de Compestela, která začíná ve městě Ferrol.
Do roku 2005 vedle sebe existovala dvě města s názvem Sigüeiro, přičemž jedno leželo v obci Oroso a druhé v obci Santiago de Compostela. V roce 2005 byla obě města sloučena.

## Galerie

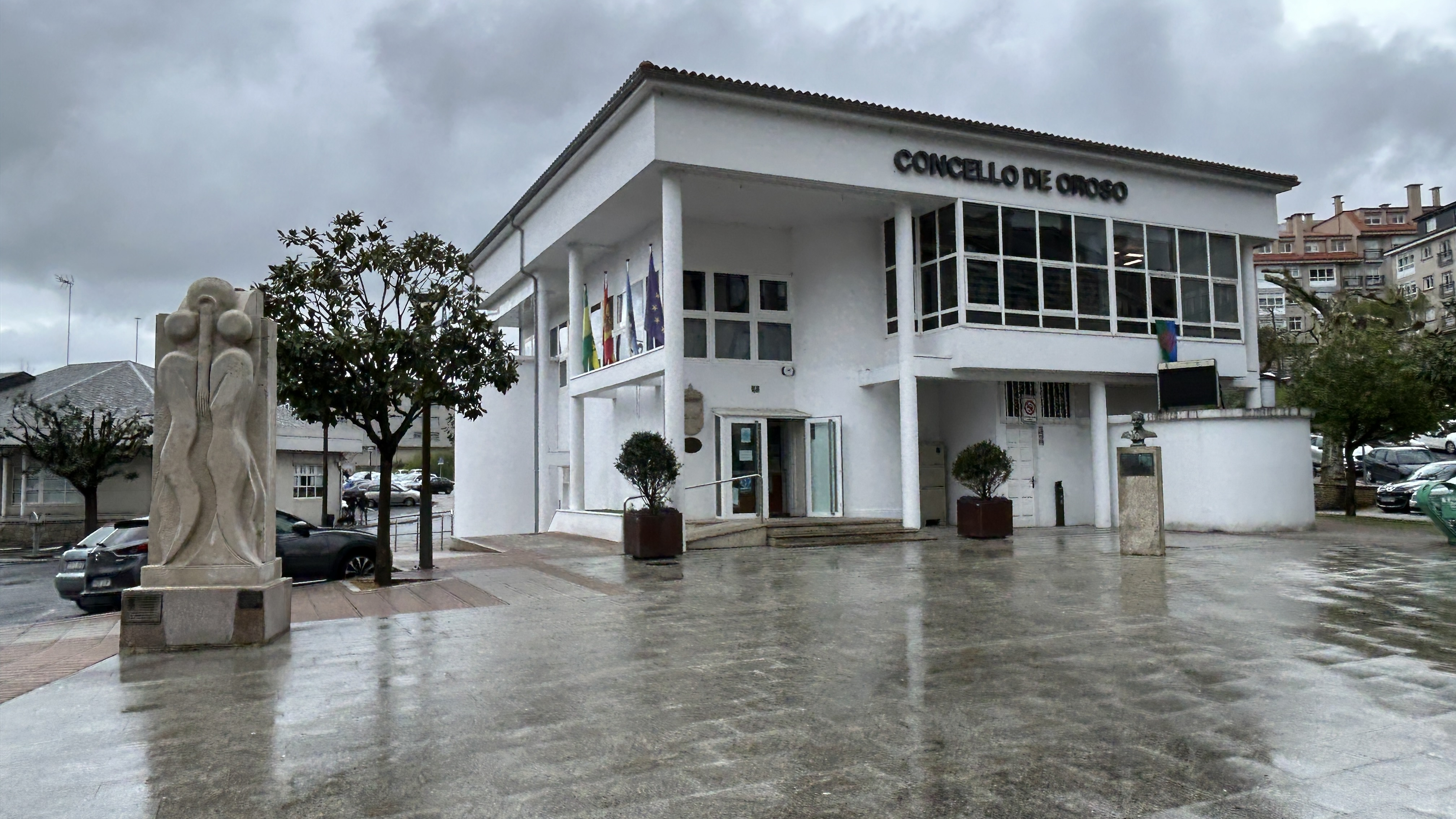
Správní úřad obce Oroso
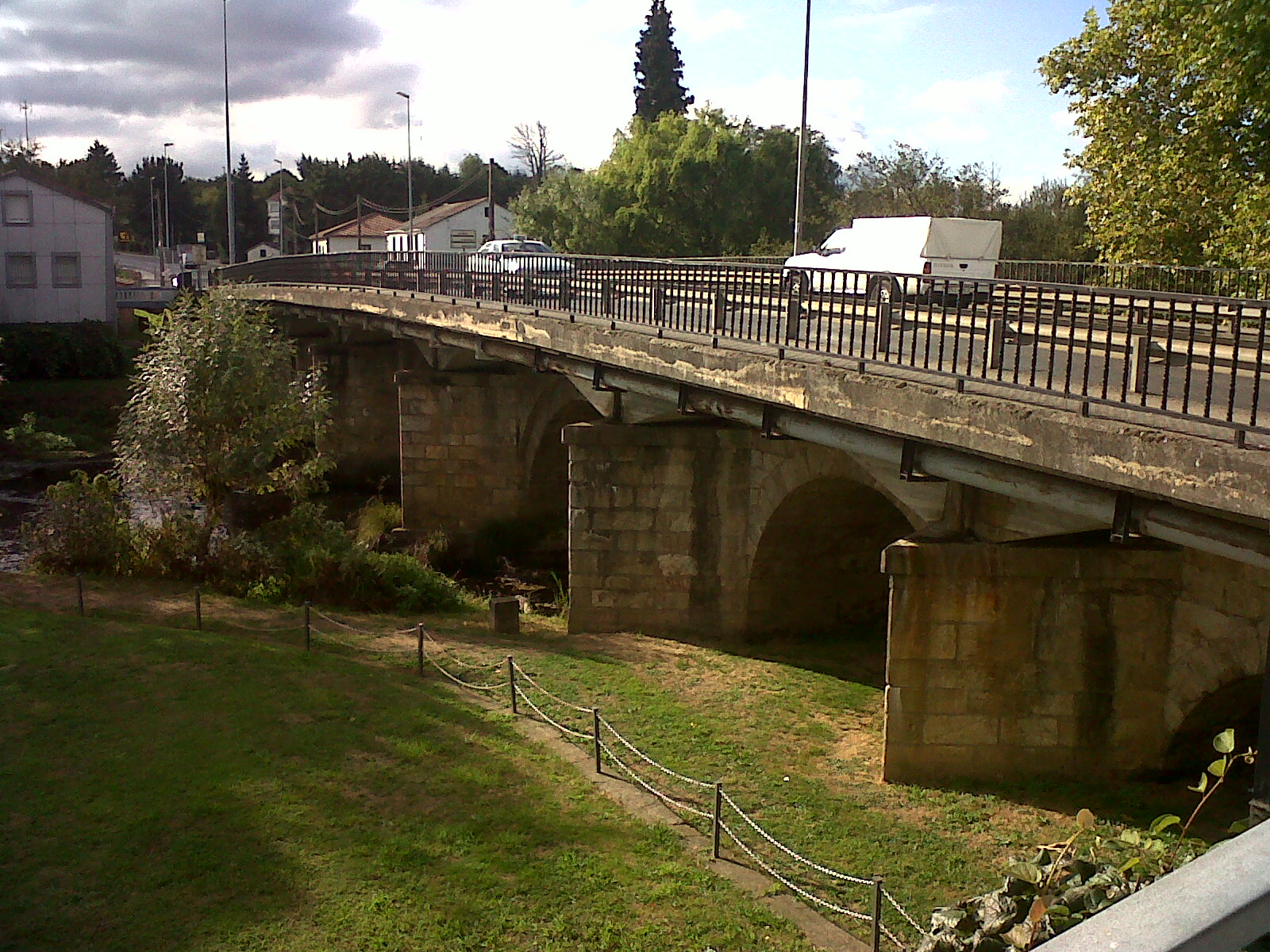
Most ve městě
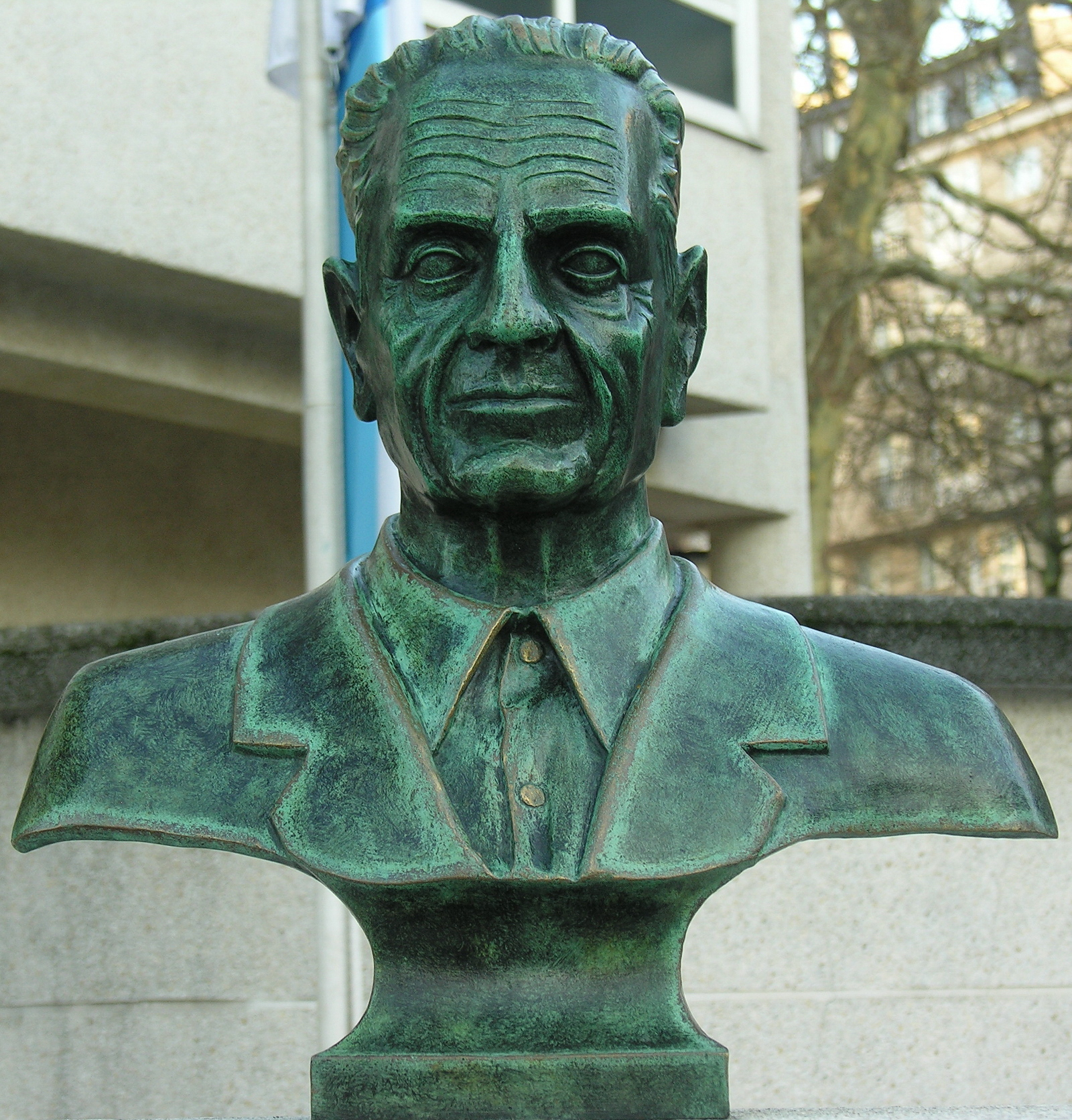
Socha Isaaca Díeze Parda